# Koenraad I van Auxerre
Koenraad I van Auxerre (800 – 16 februari 863) was via zijn zuster Judith een zwager van Lodewijk de Vrome en oom van Karel de Kale. Via zijn zuster Imma was hij de zwager van Lodewijk de Duitser. Koenraad is de stamvader van de Bourgondische tak van de Welfen.

## Familie
Koenraad was een zoon van graaf Welf van Altdorf en daarmee kleinzoon van Rothard van de Argengau. Zijn moeder was Eigilwich die in 826 abdis werd van de Abdij van Chelles. Eigilwich was dochter van de Saksische edelman Isanbarth en zijn vrouw Theodrada. Theodrada was dochter van Bernard en werd in 810 abdis van Notre Dame te Soissons.

## Leven
Koenraad was een belangrijke vertrouweling van Lodewijk de Vrome. Oorspronkelijk was hij graaf van de Argengau. Hij verwierf grote bezittingen in Zwaben. In 830 was hij ook hertog van Alemannië en voogd van de Abdij van Sankt Gallen, en werd in dat jaar (als aanhanger van de keizer) gedwongen om in het klooster te treden tijdens de eerste opstand tegen Lodewijk de Vrome. In 833-834 deelde hij de gevangenschap van keizer Lodewijk. In 839 wordt hij vermeld als graaf van de Argengau, Alpgau, Rheingau, Eritgau en Zürichgau. Hij was ook lekenabt van de Abdij van Sint-Germanus van Auxerre.
In 842 was Koenraad namens Karel de Kale en Lodewijk de Duitser een van de drie onderhandelaars in de onderhandelingen voor het verdrag van Verdun. In 844 werd hij ook graaf van de Linzgau. Daarmee bestuurde hij vrijwel het gehele gebied rondom het Bodenmeer. In 849 werd hij graaf van Parijs (onder Karel de Kale dus), Koenraad bleef echter een belangrijke adviseur van Lodewijk de Duitser. Toen Karel en Lodewijk in 859 echter met elkaar in conflict kwamen, moest Koenraad een keuze maken en koos het kamp van Karel. Hij verloor zijn bezittingen in Alemannië en Beieren maar kreeg van Karel het graafschap Auxerre. Dit vormde later de basis voor de Bourgondische bezittingen van de Welfen.

## Huwelijk en kinderen
Koenraad was getrouwd met Adelheid van Tours, dochter van Hugo van Tours en Ava van Morvois (ca. 820 - 866). Zij hadden de volgende kinderen:
- Welf (ca. 825 - voor 879), graaf van de Linzgau, Argengau en Alpgau als opvolger van zijn vader toen die graaf van Parijs werd, maar verloor zijn titels toen hij in 859 de keuze van zijn vader volgde. Werd gecompenseerd met de functie van lekenabt van de Abdij van Sainte-Colombe te Sens en de Abdij van Saint-Riquier. Hij was getrouwd met Willa van Buchau, erfdochter van Ato van Hegau.
- Koenraad II
- Hugo, maakt een indrukwekkende carrière en werd o.a. graaf van Tours en Auxerre, bisschop van Keulen, markies van Neustrië en lekenabt van meerdere abdijen
- Rudolf
- Judith (?), getrouwd met Udo, graaf van de Lahngouw, zoon van Gebhard, graaf van de Lahngouw en kleinzoon van Odo van Orléans en Engeltrude van Parijs.

Adelheid zou zijn hertrouwd met Robert_I_van_Frankrijk.